# Alain Journet
Pour les articles homonymes, voir Journet.
Alain Journet, né le 25 juin 1941 au Vigan, est un homme politique français, membre du Parti socialiste. 

## Biographie

### Famille
Ses parents, Fernande Nouvel et Armand Journet, étaient originaires de Mandagout. Ils ont cinq enfants. Son père, boulanger au Vigan, bien que communiste, « avait deux livres : la Bible, et le dictionnaire pour en comprendre les mots ».

### Formation
Élève du Conservatoire national des arts et métiers (CNAM) et de l'École supérieure des géomètres et topographes (ESGT), il est Diplômé par le gouvernement (DPLG) et par l'État (DPE).
Il est géomètre-expert de profession.

### Engagement politique
Il est élu au conseil général en 1973. Il devient ensuite maire en 1977, puis député en 1981 (avec comme suppléant Jean Carrière).
Candidat aux élections législatives de 1986 en deuxième position sur la liste PS conduite par Georgina Dufoix, qui recueille 85 081 voix, soit 28,84 %, il est élu député du Gard de 1986 à 1988. Il est réélu en 1988, face notamment à Fernand Balez, Gérard Guérin et Francine Gomez.
Face à des candidats comme Fernand Balez et Jean-Michel Teulade, il est battu aux élections législatives de 1993 par Alain Danilet.
En 1994, il succède à Gilbert Baumet comme président du conseil général, dès le premier tour de scrutin.
Il est également sénateur du Gard de 1998 à 2008. Lors de son dernier mandat.
Il a appartenu à la loge maçonnique Écho 1 à Nîmes.

## Mandats
- Député du Gard de 1981 à 1993
- Conseiller régional de Languedoc-Roussillon de 1981 à 1986
- Vice-président du Conseil régional de Languedoc-Roussillon en 1982
- Vice-président du Conseil général de 1979 à 1994
- Président du Conseil général du Gard de 1994 à 2001
- Maire du Vigan de 1977 à 1999
- Président-fondateur de la Communauté de communes du Pays viganais
- Sénateur du Gard de 1998 à 2008